# Mosteiro (Oleiros)
Mosteiro é uma povoação portuguesa sede da Freguesia de Mosteiro do Município de Oleiros, freguesia com 17,17 km² de área e 260 habitantes (censo de 2021), tendo, por isso, uma densidade populacional de 15,1 hab./km².. 
Mosteiro dista 6 quilómetros da sede do município sendo sede de freguesia desde 1805, depois de ter sido desmembrada da de Oleiros.
Na área desta freguesia deteve a Ordem de Malta importantes bens. É por isso que o brasão de armas da freguesia ostenta, em chefe, a cruz oitavada daquela antiquíssima Ordem Religiosa e Militar.

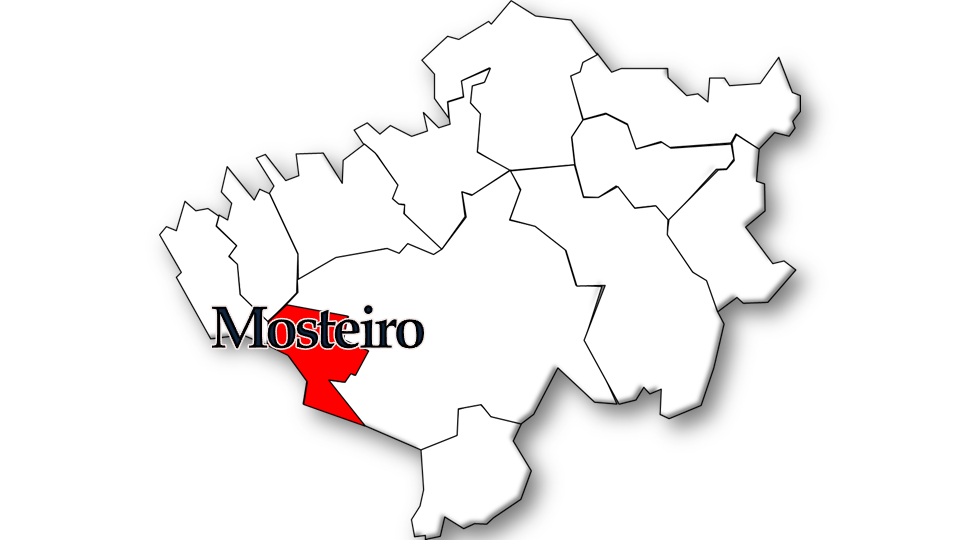
Localização no Município de Oleiros

## Demografia
A população registada nos censos foi:
| Ano  | 0-14 Anos | 15-24 Anos | 25-64 Anos | > 65 Anos |
| 2001 | 39        | 56         | 202        | 125       |
| 2011 | 18        | 24         | 147        | 118       |
| 2021 | 8         | 15         | 115        | 122       |

## Património
- Igreja Matriz de Nossa Senhora da Vitória
- Capelas de Nossa Senhora das Dores e de Nossa Senhora do Carmo
- Cruzeiro do Mosteiro
- Ponte do Roqueirinho
- Pilar da Ponte Velha do Vale do Souto
- Fornos de cozer pão
- Moinhos de água
- Ribeiras Grande e Pequena

## Povoações da freguesia
Além da sede, a Freguesia de Mosteiro engloba as seguintes localidades:
- Brejo
- Chelhinho
- Corga D'Água Fria
- Cavalinho
- Chelhinho
- Colada do Muro
- Foz Sardeira
- Póvoa do Escaldado
- Roqueirinho
- Vale da Cerejeira
- Vale da Fonte
- Vale da Lousa
- Vale de Mós
- Vale do Souto

## Vinho
O vinho calum cultivado nesta freguesia, ao longo das margens da ribeira da Sertã, é bastante reputado e merece uma referência especial. Trata-se dum vinho branco, muito ligeiro, de baixo teor alcoólico que por vezes se compara com o vinho verde. A sua produção é no entanto muito reduzida, não chegando aos circuitos de comercialização.

## Coletividades
- «Grupo Maltêz Desportivo do Mosteiro»
- «Rancho Folclórico Maltêz dO Mosteiro»
- ARCVASO - Associação Recreativa e Cultural do Vale do Souto